# 습도
습도(濕度; humidity)는 공기 중에 포함되어 있는 수증기의 양 또는 비율을 나타내는 단위이며, 보통 습도라고 하면 상대습도를 말한다.
이처럼 습도는 공기중에 포함된 수분의 정도라고 말할 수 있다.
한편 수분을 포함하는 공기의 온도 역시 습도와 밀접한 연관성을 지닌다.

## 상대습도
상대습도는, 특정한 온도의 대기 중에 포함되어 있는 수증기의 압력을 그 온도의 포화 수증기 압력으로 나눈 것을 말한다. 다시 말해, 특정한 온도의 대기 중에 포함되어 있는 수증기의 양(중량 절대습도)을 그 온도의 포화 수증기량(중량 절대습도)으로 나눈 것이다.
상대습도 100%로, 대기 중의 수증기량이 포화되어, 응결 현상을 일으킨다. 또 그때의 온도를 이슬점 온도라고 한다.
{\displaystyle RH={p_{(H_{2}O)} \over p_{(H_{2}O)}^{*}}\times 100\%}
열대지방에서 뜨겁고 습한 날에는 공기 부피의 4%까지 수증기를 포함할 수 있으며, 추운 지역에서는 공기 부피의 0.3%에 해당하는 수증기가 포화 수증기량이 된다. 따라서 일반적으로 사용하는 (상대)습도는 온도에 따라서 체감이 많이 다를 수 밖에 없다.

## 절대습도
절대습도에는 중량 절대습도와 용적 절대습도가 있다.

### 중량 절대습도
수증기를 포함한 공기를 습한 공기라고 하며, 습기(濕氣)로부터 수증기를 제외한 공기를 마른 공기(dry air)라고 한다. 마른 공기의 중량 {\displaystyle m_{DA}} [kg]에 대해 습한 공기 중에 포함되는 수증기(water vapor)의 중량이 {\displaystyle m_{w}} [kg]일 때, 그 비 {\displaystyle SH}를 중량 절대 습도라고 하여, 단위를 [kg/kg(DA)]로 나타낸다.(DA은 dry air의 준말)
{\displaystyle SH={m_{w} \over m_{DA}}}　[kg/kg(DA)]
공기조화에서는 습공기선도등에서 보통 이용된다.

### 용적 절대습도
용적 절대습도는 대기의 단위 용적에 포함되는 수증기의 양을 중량으로 나타낸 것이다. (단위: g/m3)
수증기의 질량을 {\displaystyle m_{w}}, 대기의 용적을 {\displaystyle V_{a}}로 하면 용적 절대 습도 {\displaystyle VH}는 다음과 같이 나타낸다.
{\displaystyle VH={m_{w} \over V_{a}}}

## 실효습도
며칠 동안 측정한 습도를 고려한 습도를 말한다. 목재가 건조한 정도를 나타내며, 화재의 발생 가능성을 말해 준다. 이 실효습도가 50%를 밑돌면, 성냥개비 한 개로 기둥에 불이 붙는다고 한다. 건조 특보를 발표할 때에는 최소 습도와 실효습도를 기반으로 발표한다. 실효습도를 구하는 식은 다음과 같다.
- {\displaystyle H_{e}=(1-r)(H_{0}+rH_{1}+r^{2}H_{2}+r^{3}H_{3}+r^{4}H_{4})}

- {\displaystyle H_{e}} : 실효습도
- {\displaystyle r} : 0.7
- {\displaystyle H_{0}} : 당일의 상대습도
- {\displaystyle H_{1}} : 1일 전의 상대습도
- {\displaystyle H_{2}} : 2일 전의 상대습도
- {\displaystyle H_{3}} : 3일 전의 상대습도
- {\displaystyle H_{4}} : 4일 전의 상대습도

## 주거환경과 외부활동
사람이 주변환경으로부터 쾌적함을 유지하려면 온도 외에도 습도를 고려해야 하는데, 온도의 변화를 고려했을 때 습도는 대략 30% 미만이거나 80% 이상이면 좋지 않으며 약 40~60% 정도면 대체로 쾌적함을 느낄 수 있다고 한다. 실제로 쾌적함을 주는 습도는 온도에 따라 달라지는데 15℃에서는 약70%정도, 18~20℃에서는 약60%, 21~23℃에서는 약50%, 24℃ 이상에서는 대략 35%정도에서 적당한 습도로 여겨진다.
사람이 느끼는 춥고 덥다는 감각은 겨울은 추위에 대하여, 여름은 더위에 대하여 민감하게 반응하는 편이다. 또 같은 기온이라 하더라도 봄에는 가을보다 보통 두껍게 옷을 입고 있는점을 감안하면 이와 같은 사항들이 복합되어 최적온도는 겨울에는 18℃~20℃정도로 낮아지고 여름에는 26~28℃정도로 높아지는 경향이 있다.
이처럼 체온조절을 위한 온도만큼이나 습도는 면역력을 유지하고 건강한 신체활동을 하는데 있어 매우 중요하다고 할 수 있다.
한편 겨울철 실내온도에 대한 적정 온도는 18℃~20℃라고 보건복지부와 질병관리본부는 발표한바있는데 이 역시 외부 온도와의 차이 그리고 내복이나 방한용품 착용을 활용한 체온조절 그리고 쾌적한 습도의 유지가 용이함등 현대적으로 개선되어온 과학적인 생활양식을 반영하고 있다.
그러나 신체는 체온조절을 용이하게 함으로써 쾌적한 환경에 노출하는 것이 건강상 유리하나 체온조절에 용이한 온도를 일정범위 벗어난 온도변화나 그러한 온도에 일정시간 노출되는 경우등 역시 신체에 부하를 주는 환경을 감안하여 땀의 배출이라는 기능을 고려하는 가볍고 얇은 내복 및 방한용품의 겹쳐입기(Layering system)을 적극 고려하는 방법도 외부활동을 고려해 제안되고 있다.

## 같이 보기
- 섭씨
- 화씨